# Ronnie Rooke
Ronald Leslie Rooke (7 de diciembre de 1911 - 9 de junio de 1985) fue un futbolista inglés que jugaba como delantero centro. Durante sus tres décadas de carrera como jugador marcó al menos 934 goles en 1030 partidos no oficiales, entre los cuales más de 768 goles en liga en todos los niveles. Es uno de los mejores goleadores de la liga de todos los tiempos, detrás de Erwin Helmchen, Cristiano Ronaldo y Josef Bican.

## Trayectoria

### Como futbolista
Comenzó su carrera como jugador en el club local Guildford City. Luego tuvo un acercamiento con Woking en 1932-1933 durante el cual anotó 29 goles en 16 apariciones en todas las competiciones. En 1933 se unió al Crystal Palace que estaba en ese momento en la Tercera División Sur, jugó principalmente para el equipo de reserva del Palace, solo jugó dieciocho partidos de liga y marcó seis goles entre 1933 y 1936. Luego se mudó al Fulham en la Segunda División Inglesa por una tarifa de £ 300 en noviembre de 1936, fue el máximo goleador del club durante tres temporadas consecutivas. En total anotó 70 goles en 105 partidos de liga con el Fulham, y contribuyó con los seis goles en la victoria por 6-0 sobre el Bury en la FA Cup, que sigue siendo (a partir de 2013) un récord del club. 
Rooke se desempeñó como instructor de entrenamiento físico en la Real Fuerza Aérea del Reino Unido durante la Segunda Guerra Mundial. Todavía jugó en las ligas mientras estaban en guerra para el Fulham, y jugó un partido internacional de guerra para Inglaterra en 1942 contra Gales.
En 1945, Rooke fue invitado por el Arsenal, cuando estaba de gira, para disputar un partido ante el Dynamo de Moscú. Al año siguiente, a pesar de tener 35 años y nunca haber jugado en la máxima categoría, fue fichado por el club, para jugar en la Primera División Inglesa, su fichaje fue en apuros por £ 1,000 junto a otros dos jugadores, Cyril Grant y Dave Nelson.
Por sorprendente que haya sido el fichaje, Rooke tuvo un impacto inmediato: marcó el gol de la victoria en su debut contra el Charlton Athletic el 14 de diciembre de 1946, y al final de la temporada había llevado su total a 21 goles en 24 partidos de liga y ayudó al Arsenal termina en la mitad de la tabla. Anotó 33 goles en la liga en 1947–48, un total que lo convirtió en el máximo goleador de la Primera División de esa temporada, y ayudó a impulsar a los Gunners a su sexto título de liga. Él permanece (a partir de 2020) poseedor del récord de todos los tiempos del Arsenal por la mayor cantidad de goles marcados en una temporada de posguerra. Rooke anotó otros 15 goles en 1948-1949, incluido uno en la victoria del Arsenal por 4-3 sobre el Manchester United en la Community Shield de 1948. En total marcó 70 goles en solo 94 partidos con los Gunners. Anotó 170 goles en 256 apariciones en la Football League para Crystal Palace, Fulham y Arsenal, además de jugar fútbol fuera de la liga.

### Como entrenador
Rooke dejó el Arsenal en el verano de 1949 para unirse al antiguo al Crystal Palace como jugador-entrenador. Su primera temporada como entrenador fue moderadamente exitosa ya que el Crystal Palace terminó séptimo en la Tercera División Sur. La próxima temporada comenzó mal, y en noviembre de 1950 se mudó a Bedford Town, habiendo aumentado sus apariciones y su total de goles con el Crystal Palace a 63 y 32 respectivamente. Inicialmente se presentó como jugador de Bedford, antes de ser nombrado jugador-entrenador en febrero de 1951, cargo que ocupó hasta diciembre de 1953. Durante este período en el club, Rooke anotó 97 goles en 136 apariciones en todas las competiciones.
Luego pasó a convertirse en jugador-entrenador en Haywards Heath Town y Addlestone, antes de regresar a Bedford en 1959. Aunque su segundo período lo vio designado solo como entrenador, hizo dos apariciones en el primer equipo cuando el club carecía de jugadores. Fue despedido después de que el club perdiera un partido de la FA Cup contra Hitchin Town en septiembre de 1961.

## Vida personal
Rooke trabajó más tarde en el aeropuerto de Heathrow y en la cervecería Whitbread. Murió de cáncer de pulmón en junio de 1985.

## Palmarés

### Como futbolista
Arsenal
- Primera División: 1947-1948
- Community Shield: 1948

### Como entrenador
Bedford City
- Copa Premier de Huntingdonshire: 1951-1952

### Distinciones individuales
- Máximo goleador de Primera División: 1947-1948
- Futbolista de la temporada del Daily Express: 1947-1948